# Cuahtemoca
Cuahtemoca là một chi bướm đêm thuộc họ Noctuidae.

## Các loài
- Cuahtemoca unicum (Barnes & Benjamin, 1926)